# Stefan Ortega Moreno
Stefan Ortega Moreno (* 6. November 1992 in Hofgeismar) ist ein deutsch-spanischer Fußballtorhüter. Er steht seit Sommer 2022 bei Manchester City unter Vertrag.

## Karriere

### Vereine
Ortega Moreno, dessen Vater Spanier und dessen Mutter Deutsche ist, begann seine Karriere beim nordhessischen Verein TSV Jahn Calden und wechselte zunächst zum KSV Baunatal und dann zum KSV Hessen Kassel. Im Jahre 2007 wechselte er in die B-Jugendmannschaft von Arminia Bielefeld, für die er zunächst in der U17- und im Verlauf, als A-Jugendspieler in der U-19-Bundesliga eingesetzt wurde. In der Saison 2010/11 kam er auf sechs Einsätze in der zweiten Mannschaft der Arminia, die in der Regionalliga West spielte. Ein Jahr später wurde er in die erste Mannschaft berufen. Sein erstes Spiel in der 3. Liga absolvierte er am 1. Oktober 2011 gegen den 1. FC Heidenheim. Aufgrund guter Leistungen blieb er auch nach der Genesung des eigentlichen Stammkeepers Patrick Platins zunächst im Tor der Arminia. 
Nach dem von ihm verschuldeten späten Ausgleich im Spiel gegen den Erzrivalen der Arminia, Preußen Münster, verlor er seinen Stammplatz wieder an Platins. Dies änderte sich auch in der nächsten Saison nicht, in der Ortega Moreno lediglich in einigen wenigen Spielen im Westfalenpokal und beim letzten Spiel der Saison in Burghausen das Tor hütete. Nach dem geglückten Aufstieg in die 2. Bundesliga in der Saison 2012/2013 verlängerte er seinen Vertrag bei den Ostwestfalen um zwei weitere Jahre. Zu Beginn der Saison 2013/14 war Ortega Moreno zunächst erste Wahl, da Stammtorwart Patrick Platins wegen eines Muskelrisses ausfiel. Danach rückte Ortega Moreno wieder ins zweite Glied, eroberte sich im Laufe der Rückrunde den Status als Nummer eins jedoch zurück. Arminia Bielefeld rettete sich mit einem 3:2-Sieg am letzten Spieltag bei Dynamo Dresden in die Relegationsspiele gegen den Drittligisten SV Darmstadt 98. Das Hinspiel im Stadion am Böllenfalltor gewann die Arminia mit 3:1, verlor allerdings das Rückspiel auf der Alm mit 2:4 nach Verlängerung und stieg somit wieder in die 3. Liga ab.

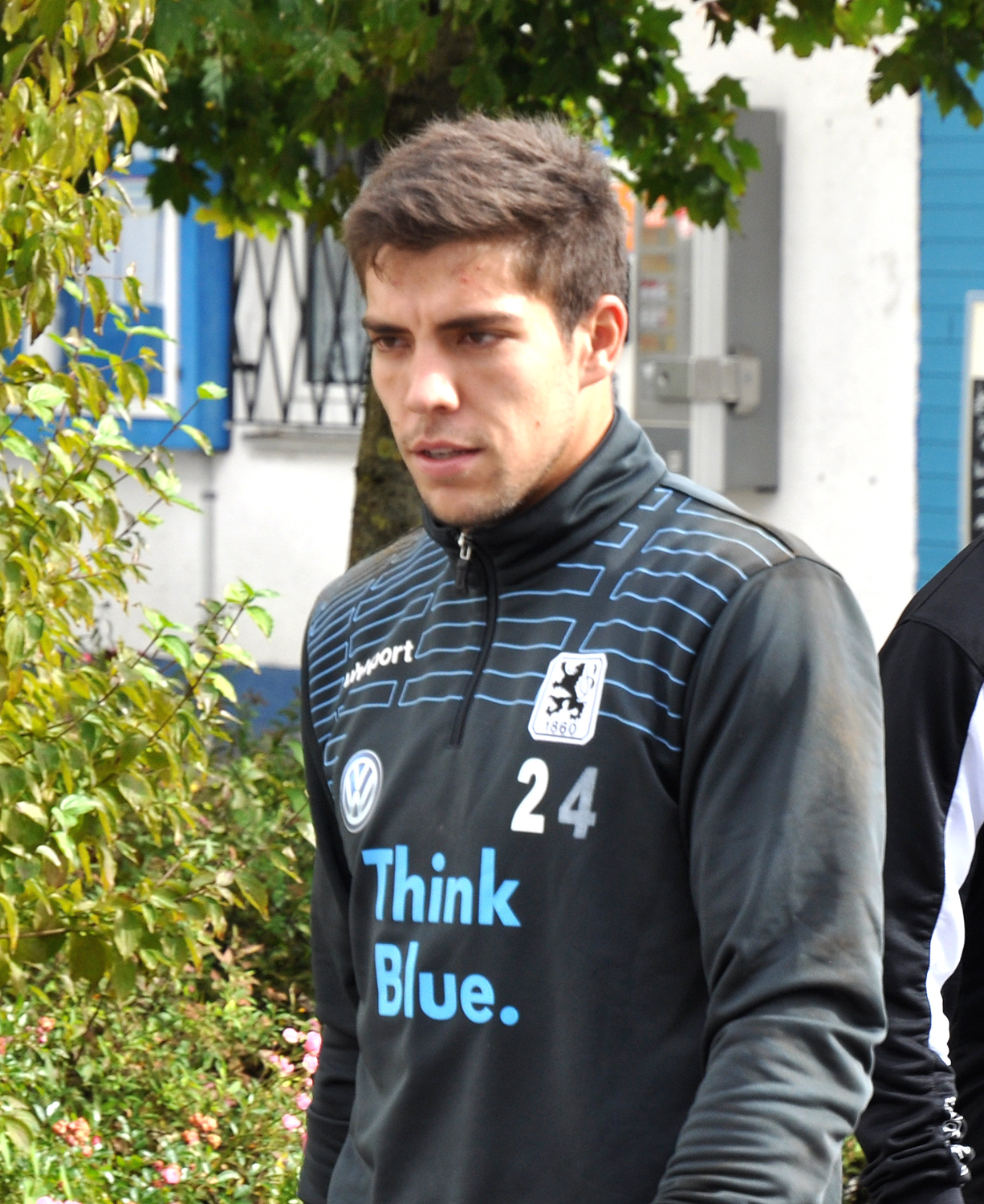
Ortega Moreno 2014 im Dress des TSV 1860 München

Im Juni 2014 wechselte Ortega Moreno ablösefrei zum TSV 1860 München. Er debütierte im Tor der Münchner Löwen beim 2:1-Sieg über Holstein Kiel in der 1. Runde des DFB-Pokal-Wettbewerb 2014/15. Nachdem Gábor Király Ende August 2014 zum FC Fulham gewechselt war, etablierte sich Ortega Moreno als neuer Stammtorhüter. In seinem ersten Jahr in der bayerischen Landeshauptstadt kämpfte er mit dem TSV 1860 München gegen den Abstieg in die 3. Liga und verlor dabei während der Rückrunde der Saison 2014/15 seinen Stammplatz. Zum Ende der Saison musste der Verein in die Relegationsspiele gegen den Drittligisten Holstein Kiel und nach einem torlosen Unentschieden in Kiel lag der TSV 1860 München im Rückspiel in der Allianz-Arena bis einschließlich der 77. Minute mit 0:1 zurück, ehe die Münchner Löwen mit zwei späten Toren die Partie drehten und somit dem TSV 1860 München den Klassenerhalt bescherten. In der Saison 2015/16 änderte sich für Ortega Moreno wenig und er blieb Ersatztorwart, ehe er sich in der Rückrunde seinen Platz als Stammkeeper zurückeroberte. Mit dem 14. Platz sicherte sich der Verein aus Giesing den direkten Klassenerhalt. Die Saison 2016/17 war die dritte und letzte Saison des gebürtigen Nordhessen im Trikot des TSV 1860 München. In dieser war Ortega Moreno zunächst abermals Ersatzkeeper, eroberte sich jedoch bald seinen Platz zwischen den Pfosten zurück. Genau wie 2015 musste der Verein in die Relegationsspiele gegen einen Drittligisten, nun gegen den SSV Jahn Regensburg. Nach einem 1:1 in Regensburg und einem 0:2 in der Allianz-Arena stieg der TSV 1860 München aus der 2. Bundesliga ab.
Nach dem Abstieg verließ Ortega Moreno den Verein. Er kehrte zurück zu Arminia Bielefeld – zwischenzeitlich in die 2. Bundesliga zurückgekehrt – und unterschrieb einen bis 2020 gültigen Vertrag. Dort wurde er als Nachfolger des gewechselten Wolfgang Hesl zum Stammkeeper. In der Saison 2017/18 kämpfte Ortega Moreno mit den Ostwestfalen um den Aufstieg in die Bundesliga; die von Jeff Saibene trainierten Bielefelder mussten sich erst nach einer Niederlage am vorletzten Spieltag beim FC St. Pauli vom Aufstiegsrennen verabschieden. In der Saison 2018/19 standen Ortega Moreno und Arminia Bielefeld nach 16 Spieltagen – mit jeweils vier Punkten Vorsprung auf den Relegationsplatz sowie auf den ersten direkten Abstiegsplatz – auf dem 14. Tabellenplatz, woraufhin Jeff Saibene entlassen wurde und Uwe Neuhaus seine Nachfolge antrat. In der Folge gelang Arminia Bielefeld mit Ortega Moreno eine Leistungssteigerung und die Saison wurde auf dem neunten Tabellenplatz beendet. Im Januar 2020 verlängerte er die Laufzeit seines Vertrages bis Juni 2022, nachdem unter anderem der Bundesligist Bayer 04 Leverkusen Interesse an ihm gezeigt hatte. Mit Arminia stieg er in der Saison 2019/20 in die Bundesliga auf. Dort schaffte er mit seiner Mannschaft in der Saison 2020/21 den Klassenerhalt und wurde vom Kicker mit einer Durchschnittsnote von 2,81 hinter dem mehrmaligen Welttorhüter Manuel Neuer als zweitbester Torwart der Spielzeit bewertet.
Nach seinem Vertragsende bei Arminia Bielefeld wechselte Ortega Moreno zur Saison 2022/23 in die englische Premier League zu Manchester City. Er unterschrieb beim englischen Meister einen bis zum 30. Juni 2025 laufenden Vertrag. Unter dem Cheftrainer Pep Guardiola ist er der Ersatz von Ederson. Während er in der Liga und der Champions League nur vereinzelt zum Einsatz kam, lief er im FA Cup und EFL Cup in vielen Spielen auf. Manchester City wurde erneut englischer Meister und Champions-League-Sieger. Zudem gewann man mit ihm im Tor den FA Cup.

### Nationalmannschaft
Ortega Moreno gehörte seit Herbst 2010 zum Kader der deutschen U19-Nationalmannschaft, blieb jedoch ohne Einsatz. Im Mai 2021 wurde er von Joachim Löw auf Abruf für den Kader der deutschen A-Nationalmannschaft für die EM 2021 nominiert; er wäre in den deutschen Kader berufen worden, wären Manuel Neuer, Bernd Leno oder Kevin Trapp verletzungsbedingt ausgefallen. Nach diesem Turnier wurde Hansi Flick neuer DFB-Chefcoach und dieser berücksichtigte Ortega Moreno nicht, so war dieser auch bei der WM 2022 in Katar nicht im deutschen Kader vertreten. Nach der Entlassung von Flick im September 2023 wurde Julian Nagelsmann neuer Nationaltrainer und auch unter diesem blieb Ortega Moreno unberücksichtigt, somit war er bei der EM 2024 im eigenen Land nicht im Kader vertreten. Im November 2024 nominierte ihn Nagelsmann schließlich für die anstehenden Länderspiele gegen Bosnien-Herzegowina und Ungarn im Rahmen der Nations League in den Kader der deutschen A-Nationalmannschaft.

## Erfolge
International
- Champions-League-Sieger: 2023
- Klub-Weltmeister: 2023 (ohne Einsatz)
- UEFA-Super-Cup-Sieger: 2023 (ohne Einsatz)

Deutschland
- Zweitligameister und Aufstieg in die Bundesliga: 2020
- Aufstieg in die 2. Bundesliga: 2013
- Westfalenpokalsieger: 2012, 2013

England
- Meister: 2023, 2024
- Pokalsieger: 2023
- Supercupsieger: 2024